# دنیس تونوچی
دنیس تونوچی (انگلیسی: Denis Tonucci؛ زادهٔ ۶ سپتامبر ۱۹۸۸) بازیکن فوتبال اهل ایتالیا است.
از باشگاه‌هایی که در آن بازی کرده‌است می‌توان به باشگاه فوتبال مودنا، باشگاه فوتبال پیاچنزا، باشگاه فوتبال برشا، باشگاه فوتبال باری، باشگاه فوتبال آنورتوسیس فاماگوستا، باشگاه فوتبال چزنا، باشگاه فوتبال آژاکسیو، و باشگاه فوتبال ویچنزا اشاره کرد.
وی همچنین در تیم‌های ملی فوتبال زیر ۱۸ سال ایتالیا، زیر ۱۹ سال ایتالیا، زیر ۲۰ سال ایتالیا، و Italy Lega Pro representative teams بازی کرده‌است.